# Niobium
Le niobium est l'élément chimique de numéro atomique 41, de symbole Nb. Le corps simple est un métal de transition gris, rare, relativement mou et ductile.

## Généralités
Le niobium, ce deuxième élément du groupe 5 et cinquième de la période 5 du bloc d appartient à la famille des métaux de transition. Sa configuration électronique est [Kr] 5s1 4d4 par ordre de niveau d'énergie croissant. Il s'agit de l'élément monoisotopique 41, au sens qu'il n'existe qu'une seule variété isotopique naturelle stable. Son électronégativité avoisine 1,6.
Par son point de fusion et sa densité modérée, le métal Nb se rapproche du molybdène.
Le groupe V B, comporte respectivement le vanadium V23, le niobium Nb41 et le tantale Ta73. Les points de fusion et d'ébullition des corps simples de ce groupe sont élevés, les enthalpies de vaporisation importantes. Le vanadium diffère sensiblement du niobium et du tantale, le premier a un rayon atomique de l'ordre de 0,122 nm alors que les deux autres présentent un rayon atomique similaire, de l'ordre de 0,134 nm, du fait de la contraction des lanthanides. Ainsi les composés pentavalents Nb(V) et plus encore Ta(V) sont stables, comme les « terres acides » Nb2O5 ou Ta2O5, corps acido-basiques ou oxydes amphotères, alors les composés pentavalents de vanadium V(V) sont nettement oxydants. Le métal vanadium V0 est bien plus réactif que Nb0 et surtout Ta0, relativement inerte.
Le niobium appartient au groupe des cinq métaux réfractaires au sens où leur point de fusion est supérieur à celui du platine. Les quatre autres corps simples sont le tantale Ta, le tungstène W, le molybdène Mo et le rhénium Re.
Le niobium et le tantale se trouvent souvent ensemble dans la nature. Les deux corps simples sont difficiles à isoler et à séparer à l'état pur.

## Histoire
La première esquisse de chimie du niobium a été découverte et publiée en 1801 par le minéralogiste et chimiste anglais Charles Hatchett. Il réalise une étude chimique d'un lot de minéral orthorhombique columbite ou pentoxyde de niobium, de formule Nb2O5, dont l'auteur de l'étude connaissait l'origine américaine illustrée par la mention « Columbia », dédicace à Christophe Colomb, et le nom indien difficilement localisable de ce dépôt originaire de la Nouvelle-Angleterre en 1753 dans les collections d'histoire naturelle du musée britannique. Les échantillons au lustre noirâtre étudiés, en réalité à base de ferro-columbite, provenaient de la collection personnelle du gouverneur du Connecticut, John Winthrop (1606-1676). Ils avaient été prélevés sur le lieu-dit « Nautneague », aujourd'hui à Haddam, dans le Connecticut et gardés dans la collection minéralogique de la famille. Le petit-fils, également nommé John Winthrop (1681–1747) les confie à Hans Sloane, naturaliste écossais et mécène du British Museum de Londres.

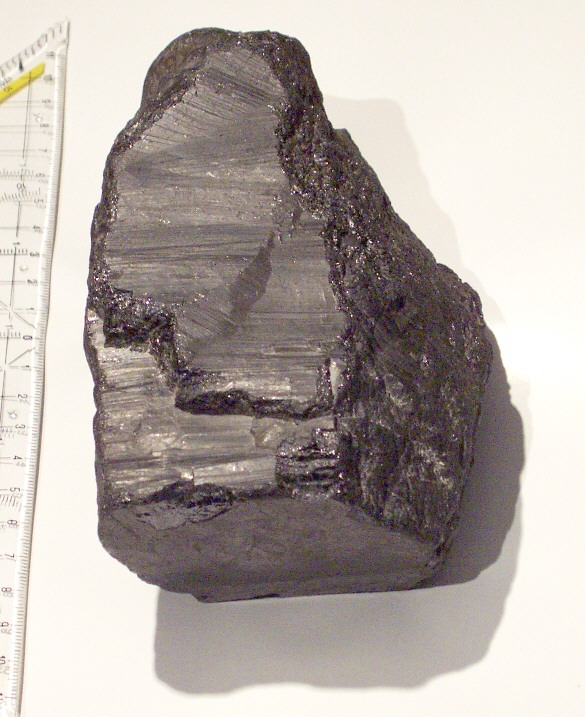
Columbite de Madagascar.

Hatchett, qui travaille de façon précaire dans cette institution muséographique, caractérise la singularité de l'oxyde et baptise l'élément associé « columbium » en latin ou « colombium » en français. 
En 1802, Anders Gustaf Ekeberg étudie un minéral voisin, la tantalite, et obtient l'oxyde de tantale. Il postule aussi l'existence d'un nouvel élément, le tantale. Une controverse s'engage sur ces deux apports, et pousse le chimiste Hatchett à montrer les différences entre oxyde de colombium et oxyde de tantale. Une étude prudente[Laquelle ?] postule une confusion apparente avec le tantale caractérisé en 1802. Le débat se poursuit entre les chimistes de la Royal Society, jusqu'à ce que la qualité des oxydes soit vérifiée et établie en 1809 par Wollaston. Cet ancien médecin, qui se consacre avec succès à la recherche depuis 1800, s'appuie sur une démarche de propriétés analogues des deux oxydes, et conclut à l'identité des éléments sous-jacents. Il rejette alors les travaux d'Hatchett. De plus ce dernier est en proie au doute et avoue qu'après vérification, ses préparations initiales ne peuvent pas être parfaitement purifiées, du fait d'une véritable difficulté de séparation.
Les propriétés chimiques du niobium sont presque identiques à celles du tantale. Berzélius aurait quelque temps noté Cb cet élément.
En 1844, le minéralogiste et chimiste allemand et prussien Heinrich Rose considère le jugement de Wollaston bien trop catégorique. Il reprend les travaux et affirme en 1845 avoir isolé un métal inconnu de la tantalite, minéral extrait en Bavière, il le nomme « das Pelopium ». Mais les contestations et les difficultés s'accumulent sur ce premier résultat, reconnu pourtant assez vite dans l'Europe savante, et finalement, après avoir prouvé qu'il s'agit d'un mixte, il isole en 1846 et le tantale, das Tantalum déjà connu, et le vieux « columbium » tant décrié et en réalité presque partout oublié, qu'il décide de renommer « das Niobium », pour ne pas ressusciter une stérile polémique. Le nouveau nom choisi dérive de Niobé, l'orgueilleuse fille de Tantale qui devint la pâle inspiratrice païenne des mères pleureuses. Ce choix est dû au fait que le tantale était fréquemment en mélange avec le niobium.
Cependant, l'antagonisme Ta/Cb, pour nombre de chimistes européens, avait été réglé par les analyses du chimiste anglais Wollaston. Ainsi, la seconde partie du travail de Heinrich Rose demeure nettement moins connue, car nombre de chimistes européens ne contestent plus le prestige du chimiste anglais Wollaston. Ainsi, le chimiste français Henri Victor Regnault distingue encore, dans sa présentation des métaux ayant une « affinité faible avec l'oxygène à température ordinaire » de son ouvrage Éléments de Chimie, le tantale assimilé au colombium — selon la tradition de Wollaston — et le pelopium.
Ainsi, entre l'année 1844 et 1846, l'élément Cb a été redécouvert et dénommé niobium, mais apparemment la prime découverte est le plus souvent passée sous silence et la précédente nomenclature oubliée.
Il faut une réponse de la chimie suédoise aux travaux de Rose. Une préparation réalisée en 1866 par Christian Wilhelm Blomstrand rappelle la difficulté de séparation. Le produit obtenu, l'oxyde de niobium, est jugé par son auteur relativement impur, mais il reconnaît que l'opération de séparation est significative pour confirmer les derniers résultats de Rose, et disqualifier la position de Wollaston. Il poursuit ses études en mettant au point un procédé de réduction classique approprié au laboratoire, réduisant le chlorure de niobium en le chauffant dans une atmosphère balayée par le gaz hydrogène, pour obtenir le métal niobium.
L'édition du Larousse de 1868 mentionne les travaux de Rose, et accepte le « niobium » en français.
Il faut attendre 1907 pour que le niobium pur soit obtenu facilement et garanti de bonne pureté par le chimiste allemand Werner von Bolton (en). La même année, ce métal avait trouvé un débouché pour les filaments d'ampoules électriques utilisés avant 1911. Il sert aussi déjà d'« élément renforçateur », en particulier dans les aciers spéciaux. Toutefois, c'est surtout au cours de l'entre-deux guerres que la mutation technique se généralise, il remplace d'abord le tungstène dans les aciers à outils, puis il est utilisé comme additif anti-déchirure et anti-corrosion, notamment dans les aciers inoxydables.
Il faut attendre l'après-guerre en 1946 pour voir naître une métallurgie industrielle du niobium.
Les États-Unis, à l'instar des pays anglo-saxons, ont longtemps utilisé le nom « colombium » (symbole Cb), il est encore fréquent dans les appellations industrielles. Bien que « niobium » soit le nom officiel, on trouve encore « colombium » dans diverses publications. Rappelons qu'en 1950, l'Union internationale de chimie pure et appliquée tranche en adoptant la dénomination niobium Nb, proposant une parenté chimique plus explicite entre Nb et Ta. Ce qui n'empêche pas la plupart des techniciens, industriels et savants américains, conservateurs, de garder la dénomination de columbium.

## Lexique
L'adjectif niobique caractérise certains composés du niobium, comme l'oxyde anhydre légèrement acide, ou pentaoxyde de niobium, obtenu par action du gaz oxygène sur le niobium. Les ions correspondants sont les niobates.
Le mot niobite désigne aussi le minéral colombite, le plus souvent un niobotantalate de fer et de manganèse.

## Isotopes
Le niobium possède 33 isotopes connus, de nombre de masse variant entre 81 et 113, et 24 isomères nucléaires. Parmi ces isotopes, un seul est stable, 93Nb, et constitue l'intégralité du niobium naturellement présent, faisant du niobium un élément monoisotopique ainsi qu'un élément mononucléidique. Sa masse atomique standard est donc la masse isotopique de 93Nb, soit 92,906 38(2) u.

## Occurrences de l'élément, extraction minière et purification

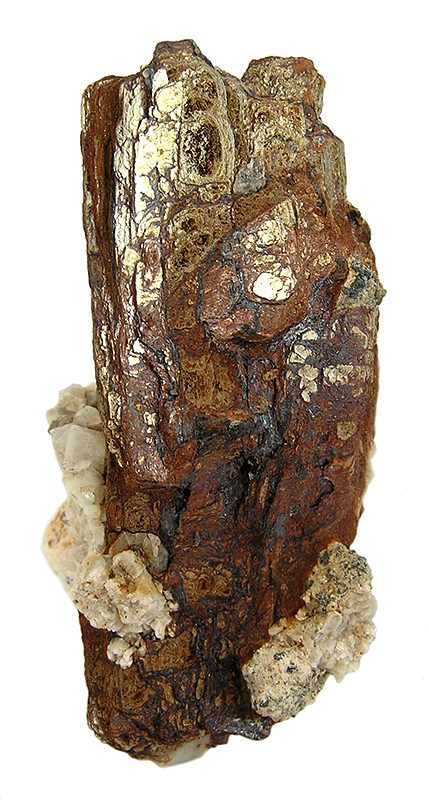
Niobophyllite, un inosilicate à teneur non négligeable en oxyde ou oxyfluorure de Nb

Le clarke s'élève entre 18 g et 24 g par tonne selon les estimations. Il s'agit d'un élément assez moyennement abondant ou relativement rare, si on prend en compte que les gisements sont souvent, comme ceux du tantale, à concentration faible.
La Loparite-(Ce) est un minéral des pegmatites et syénites, ou autres roches à néphéline. Signalons la lueshite.
Il ne se trouve plus qu'à l'état de traces dans la pérovskite.

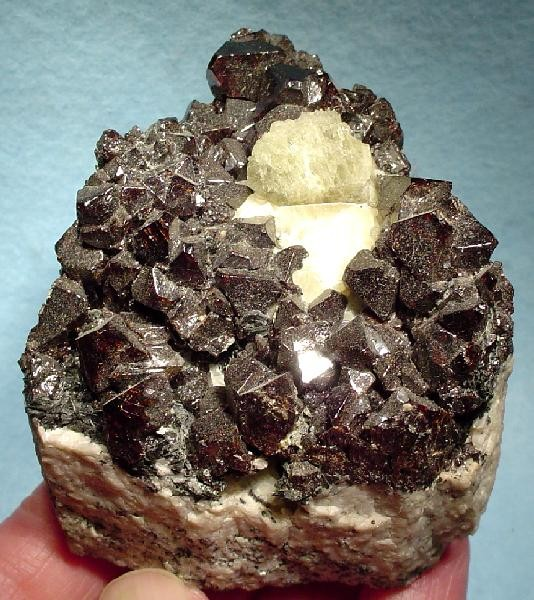
Octaèdres bruns de pyrochlore de l'Oural

Mais ce niobium est communément associé au tantale Ta, par exemple dans la samarskite, la fergusonite, la tantalite, l'yttrio-tantalite. Mais les minerais de Nb sont surtout ces minéraux oxydes typiques des pegmatites granitiques, dits colombites (Fe,Mn)O. Nb2O5, en réalité variétés de niobates de fer et de manganèse (Fe,Mn). [NbO3]2 ou les colombo-tantalites (Fe,Mn).(Nb,Ta)2O6 ou encore des niobates de calcium à structure complexe, comme les pyrochlores (Na,Ca)O.(Nb,Ta)2O5(F,OH) ou encore euxénites, de formule générique (Y,Ca,Ce,U,Th). [(Nb,Ta,Ti)O3]2. L'altération des pegmatites libère ces composés qui peuvent se concentrer dans des alluvions, des latérites ou des bauxites.
Parmi ces minerais, les plus exploités sont aujourd'hui ceux à base de pyrochlore (Ca,Na)Nb2O6(OH,F), ils fournissent à l'industrie la majeure partie du niobium produit, car le coltan à base de colombite-tantalite convient à l'extraction du tantale, laissant tout de même comme sous-produit le niobium. Au début des années 1990, la filière tantalite et columbite était encore la plus importante, laissant une production annuelle de l'ordre de 3,5 millions de tonnes.
Le principal pays producteur de niobium est le Brésil, à 80 % de la production mondiale, tandis qu'une seule mine située à Saint-Honoré, au Québec, Canada, compte pour 15 % de la production mondiale. Mais il reste le bouclier orogène du Nouveau-Québec.
On trouve aussi du niobium dans le Nord-Kivu en République démocratique du Congo, mais aussi au Gabon, en Chine dans le Jiangxi et en Russie, par exemple dans l'oblast d'Irkoutsk ou de Mourmansk, en péninsule de Kola dans le massif du Lovozero. Le niobium est produit aussi en Australie et au Nigeria, en Inde et en Afrique du Sud. Il est extrait aussi au Malawi et au Gabon. On peut aussi l'extraire des scories des mines d’étain de Malaisie, où il est à l'état d'impuretés.
Madagascar devient producteur en 2008. Par ailleurs, il existe de grandes quantités de niobium en Afghanistan mais la faiblesse des infrastructures dans ce pays rend son exploitation très difficile.

## Propriétés physiques et chimiques du corps simple métal, préparations
Le niobium est un métal brillant, gris acier à gris blanc, avec un réseau cristallin de maille cubique centré de paramètre a = 3,298 6 Å et de groupe d'espace isométrique Im3m. Sa densité avoisine 8,57. Il prend une couleur légèrement bleutée ou mieux un éclat bleuté, parfois verte ou jaune, lorsqu'il est exposé à l'air à température ambiante pendant une longue période. En réalité, il se couvre d'une couche protectrice anti-corrosion à la fois fine et dense, à base d'oxyde de niobium. Cette couche peut être tenace et réfractaire, résistante aux produits chimiques. Ce métal assez malléable est relativement dur, soit 6 sur l'échelle de Mohs. Sa dureté Vickers avoisine 870–1 320 MPa suivant les qualités (présences d'impuretés). Il peut se forger.
Le métal est tendre et ductile. L'allongement à la rupture dépasse 20 % à température ambiante. Il n'est pas facilement déformable à chaud, le fluage est très faible sous l'effet de la chaleur. Cette propriété s'explique par la nature des joints de grains, elle contribue à son emploi dans les alliages. Sa chaleur spécifique est de l'ordre de 0,265 J g−1 K−1).

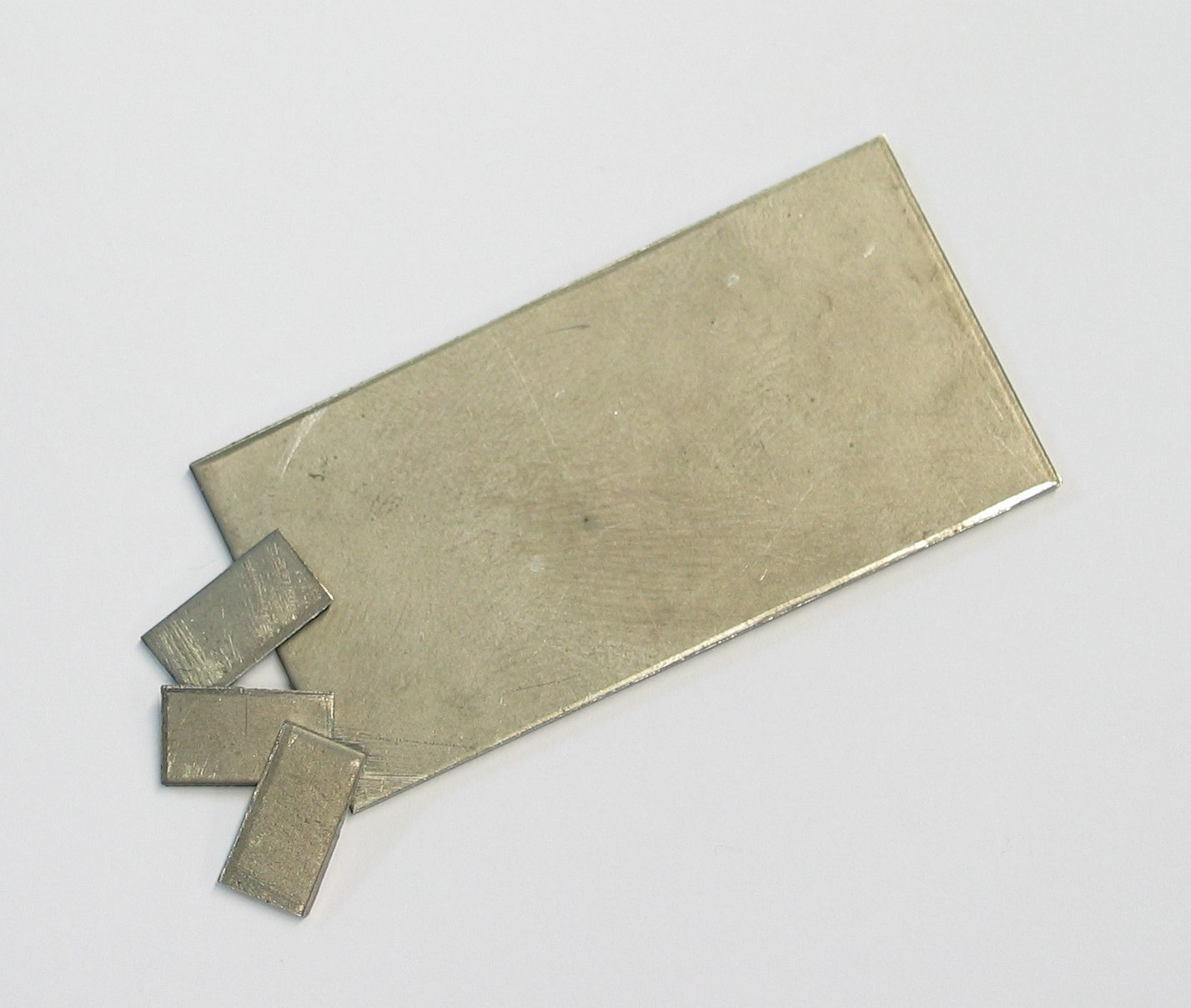
Niobium

La conductivité électrique est 10 % IACS, c'est-à-dire le dixième de celle du cuivre pur. Ce métal paramagnétique est supraconducteur à des températures inférieures à −253,15 °C avec des dopants, mais pur seulement à des températures inférieures à −263,95 °C. La conductivité thermique de l'ordre de 52 W m−1 K−1) est similaire à celle du tantale, mais plus basse que celle du tungstène.
Le métal en masse est passif. Il n'est véritablement réactif qu'à l'état finement divisé. En poudre fine et fraîche, le niobium peut s'enflammer spontanément. Il brûle à l'air en donnant l'anhydride niobique Nb2O5.
Le métal en masse peut être réactif au-dessus d'une température de 200 °C, c'est-à-dire par exemple il s'oxyde rapidement à l'air car la couche d'oxyde n'est plus protectrice. Ainsi, hors atmosphère inerte, le métal travaillé avec des machines-outils, peut prendre feu. La métallurgie du niobium est très complexe, à l'instar de celle du tantale.
Mais ce métal a une faible pression de vapeur, il a un module d'élasticité élevé, de 104 GPa à 20 °C jusqu'à 50 GPa à 1 800 °C, il a une grande stabilité thermique du fait de son faible coefficient de dilatation thermique, par exemple de l'ordre de 7,1 × 10−6 K−1 à 20 °C. Ce sont des propriétés typiquement de corps réfractaires, confirmées par sa température de fusion en milieu protégé qui s'élève à 2 477 °C.

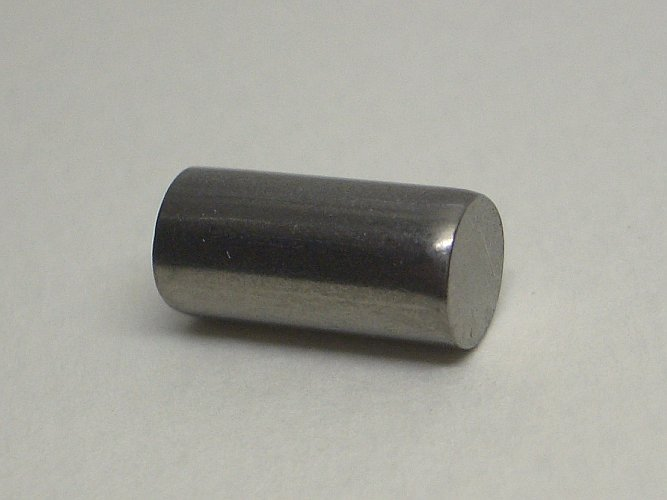
Cylindre plein de niobium

Le thermocouple W-Nb permet pratiquement des mesures de températures jusqu'à 2 000 °C.
Le métal peut être très résistant à la corrosion par les métaux alcalins à températures élevées.
La plage liquide est importante. Le métal pur bout à 4 744 °C.
D'un point de vue chimique, le niobium a une grande capacité à fixer le gaz dihydrogène. À température ambiante, le niobium de bonne surface spécifique peut fixer 100 ml/g. Vers 900 °C, la rétention reste encore importante, de l'ordre de 4 ml/g. Il forme des hydrures de niobium non-stœchiométriques, analogue à des alliages fragiles, du type NbH0,86. La quantité d'hydrogène absorbée, c'est-à-dire piégé dans le réseau métallique dilaté, est fonction des paramètres température et pression.
Pour éliminer les traces d'hydrogène du métal niobium, il faut chauffer au moins à 800 °C sous vide.
Il forme aussi des solutions solides avec le carbone, l'oxygène et l'azote à différentes températures. À hautes températures, l'opérateur obtient des nitrures interstitiels NbN. Les composés carbonés du type NbC sont aussi des corps à structure interstitielle, très durs et réfractaires, utilisé comme outil de coupe, alors que les corps composés NbC2 possèdent un caractère ionique, réagissant avec l'eau pour libérer de l'acétylène C2H2.
Le métal est insoluble dans l'eau chaude. Il est insoluble dans les bases faibles et les solutions d'ammoniaque. Il est rongé par la soude caustique et la potasse caustique, même diluées.
Il est insoluble à température ambiante dans les acides forts, comme l'acide chlorhydrique, l'acide nitrique et l'eau régale à froid. Il est attaqué par l'acide sulfurique concentré, l'acide oxalique, l'acide fluorhydrique HF et le difluor F2. Le niobium forme des complexes avec les ions fluorures. Il est aussi attaqué par les acides forts concentrés, à chaud ou à ébullition, d'autant plus rapidement que ceux-ci sont oxydants.

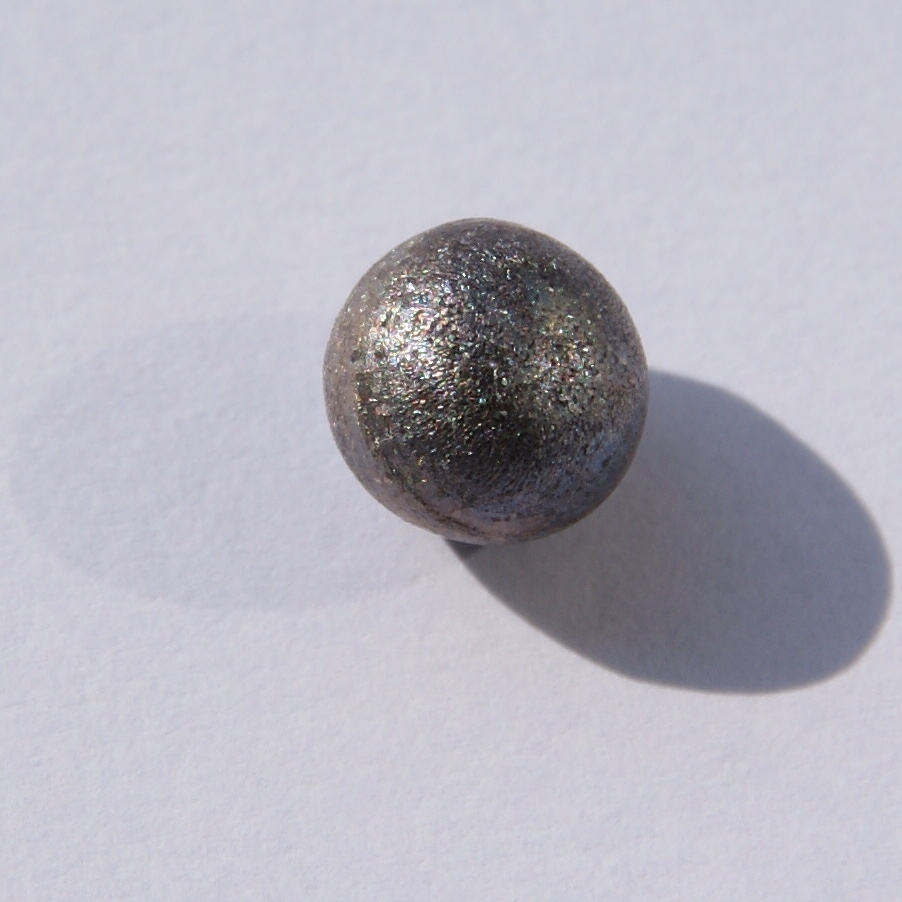
Bille de niobium, revêtue d'une couche d'oxyde de niobium

Il est soluble dans les corps alcalins fondus à chaud, comme la soude caustique ou la potasse fondues, laissant des ions niobates. Il résiste aussi aux métaux en fusion, tels que les corps simples argent Ag, bismuth Bi, cadmium Cd, césium Cs, cuivre Cu, gallium Ga, mercure Hg, potassium K, lithium Li, magnésium Mg, sodium Na et plomb Pb. Mais sa structure cristalline est affectée par les liquides métallique à base d'aluminium Al, de cobalt Co, d'étain Sn, de nickel Ni, de zinc Zn et de béryllium Be.
S'il réagit facilement avec le gaz fluor à température ambiante, il réagit au-delà de 150 °C avec les corps simples halogènes chlore, brome, iode, comme avec le soufre et le phosphore, et avec les corps composés, comme la vapeur d'eau.
Le niobium est un matériau réfractaire sensible chimiquement, notamment à l'oxydation et à l'oxygène. Aux hautes températures de fonctionnement, il peut réagir avec les oxydes et graphites réfractaires des fours, ou à moins diminuer leurs résistances en dépit de gaz protecteur ou raréfié. Il réagit aussi avec les composants à base de nitrure de bore hexagonal et de nitrure de silicium.

### Préparations
L'hydrure de calcium peut être employé comme réducteur :
NbO2 oxyde de Nb(IV) + 2 CaH2 Hydrure de calcium → Nbpoudre métallique + 2 CaOchaux vive + 2 H2 gaz hydrogène
Dans l'industrie de la filière columbite, les minerais sont concentrés jusqu'à 70 % en pentaoxydes de niobium et de tantale, ces concentrés sont dissous dans différents solvants, comme l'acide fluorhydrique et l'acide sulfurique, ce qui permet de séparer ensuite les fluorures de tantale et de niobium. Le fluorure de niobium est ensuite oxydé en pentaoxyde de niobium.
Les concentrés en niobium sont ensuite traités en deux étapes, la seconde utilisant la grande affinité du Nb pour l'oxygène requérant la maîtrise des techniques du vide :
Nb2O5 oxyde de Nb(V) + 7 Ccharbon actif, chauffage au-dessus de 800 °C→ 2 NbCmatériau très dur + 5 COgaz monoxyde de carbone
5 NbCcarbure de niobium + 2 Nb2O5 oxyde de Nb(IV), chauffage à 2 000 °C sous vide→ 7 Nb0poudre métallique + 5 COgaz monoxyde de carbone
Le procédé de réduction peut aussi prendre comme agent réducteur l'hydrogène conjointement ou séparément au carbone.
La poudre métallique de niobium est frittée, et transformée en barre ou lingot de centaines de kg. Le traitement thermique, par exemple un recuit à 1 700 °C, doit être effectué en vide poussé, sans traces d'hydrogène ou d'oxygène, d'azote ou de carbone, pour éventuellement éliminer les derniers éléments interstitiels ou de surface l'oxygène et l'azote. La présence de ces éléments traces a des effets catastrophiques sur ces propriétés mécaniques et techniques.
D'autres procédés existent, le ferroniobium commun, obtenu massivement par traitement du pyrochlore via aluminothermie ou un procédé à l'arc électrique, peut être chloruré et nitruré, hydruré puis nitruré, puis le nitrure est oxydé. Le concentré de pyrochlore peut être attaqué directement et chimiquement. On obtient dans tous les cas le pentaoxyde de niobium relativement purifié qui peut être transformé plus rapidement par réduction à l'aide de métaux spécifiques, par des procédés d'aluminothermie, de magnésiothermie ou de calciothermie. Le niobium métallique est soit poudreux, soit en aiguilles, soit en éponges. Pour le purifier, il faut travailler sous vide, le plus souvent avec un four à bombardement électronique. Il faut éliminer l'aluminium ou métaux alcalino-terreux éventuels, les éléments interstitiels indésirable sous forme de gaz. Plusieurs étapes de fusion de zone sont nécessaires pour garantir des niveaux d'impuretés acceptables.
Le niobium peut être raffiné par électrolyse ou obtenu -très rarement- par électrolyse du pentachlorure. Du niobium ultra-pur peut être obtenu par fusion de zone par faisceau d'électron.

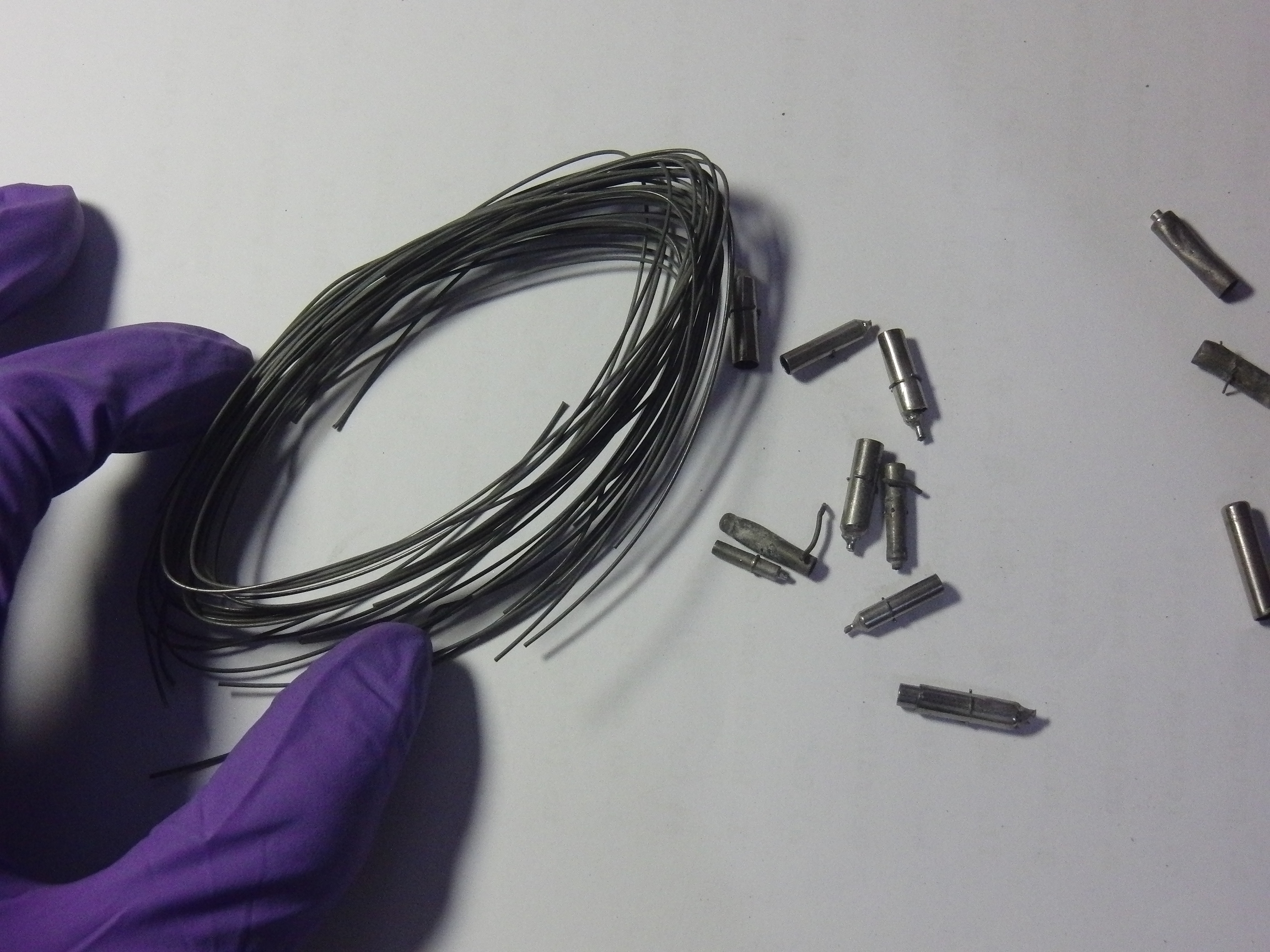
Fils et petits tubes en niobium

Le matériau Nb est mis en forme facilement. Il est vendu en feuilles, fils, rubans ou barres. Il est préférable de le mettre en forme par pliage, estampage, pressage ou emboutissage, en évitant le soudage à froid ou des procédés de découpe, délicat à mettre en œuvre.
Les nanoparticules de niobium métal peuvent être synthétisées par sodiothermie ou natriothermie, c'est-à-dire une réduction par le métal sodium du pentoxyde de niobium Nb2O5, avec l'emploi à 650 °C de sels fondus ou chlorures diluants comme CaCl2, KCl, NaCl et LiCl. Divers procédés d'une durée moyenne de six heures emploient environ un cinquième de sodium excédentaire, et garantissent une haute pureté du Nb nanométrique obtenu.

## Alliages
Dans les alliages où il est présent, une faible quantité de niobium permet d'accroître significativement la cohésion intergranulaire, renforçant les joints de grains. Ses alliages par exemple avec le chrome et le nickel, sont très solides et résistants à haute températures. Le point faible de ce métal réfractaire reste l'oxydation.
L'addition de niobium, même en quantités insignifiantes, aux aciers nickel-chrome augmente leur résistance mécanique à températures élevées, et leur résistance à la corrosion. Le plus spectaculaire est l'accroissement de la résistance à la déchirure. À plus fortes teneurs, il donne des aciers légers à fortes résistances.
Ainsi il est souvent présent à faible dose dans les aciers micro-alliés, l'acier inox, l'acier maraging, le wootz, mais à plus fortes proportions dans les superalliages de Cr et Ni, les alliages NbHf utilisés dans le module lunaire Apollo ou les tuyères de fusées, les alliages mères de niobium et de nickel, les alliages NbSn, NbGe, le superalliage de niobium et de titane NbTi..., le zircaloy...
Allié à l'étain, à l'aluminium, au zirconium ou au titane, le niobium garde ses propriétés de supraconductivité à basses températures. Ainsi les alliages NbSn et NbTi sont produits sous forme de fils et surtout de bobines électriques, pour fabriquer des aimants puissants, car ces matériaux sont supraconducteurs à très basses températures.
Les poudres millimétriques de Ti et Nb, voire leurs bandes ou tournures, sont mélangées, compactées et fondues dans un four à bombardement électronique sous vide. Plusieurs passage au four sont nécessaires pour obtenir des superalliages Nb0,515 à 0,54Ti0,46 à 0,485 de qualité.

## Chimie du Nb, corps composés

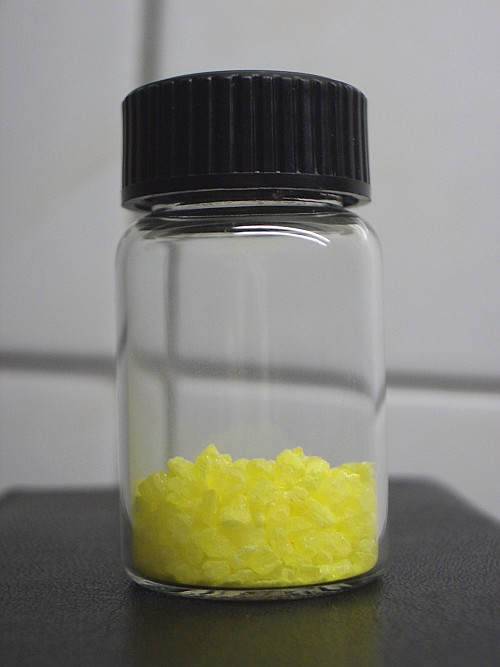
Pentachlorure de niobium

Le nombre d'oxydation le plus connu, et l'un des plus communs, est V. Cependant, le degré III est aussi fréquent. Il existe aussi, de plus en plus rares, les degrés d'oxydation IV, II, I, -I et -III. Les composés de niobium de degré d'oxydation élevé sont le plus souvent incolores. Les composés de degrés d'oxydation plus faibles ou négatifs sont très colorés.
Le groupe V B ou la famille du vanadium comportent des métaux assez réducteurs à basses températures, mais protégés par des couches d'oxydes protecteurs, ce qui rend difficiles ou très lentes les réactions d'oxydation à froid. Les réactions avec les gaz halogènes comme le chlore, avec l'oxygène ou avec le soufre nécessitent un chauffage. Les réactions avec le carbone et l'azote nécessitent par contre des températures élevées. Notons qu'il n'existe pas de « réduction conventionnelle par le carbone » proprement dite du métal à haute température, car on obtient généralement des carbures.
Le niobium est un métal assez avide d'oxygène, c'est-à-dire oxophile. L'oxyde pentavalent Nb2O5 est le plus commun ; il constitue la matière première industrielle pour fabriquer le carbure de niobium NbC et le niobium Nb corps simple métal.
Le niobium Nb(V) est moins stable que le Ta : un simple mélange de métal zinc Zn0 en milieu acide permet la réduction de Nb5 plus en Nb3 plus. Les halogénures de vanadium et de niobium penta-valents sont hydrolysés assez facilement en oxy-halogénures, puis plus lentement en oxydes trivalents hydratés. C'est une séparation cruciale entre la chimie du tantale et du niobium, car les halogénures de Ta s'hydrolysent très difficilement.
Le niobium forme facilement des complexes avec les ion fluorures. Ainsi : NbF5 aq fluorure de Nb(V) + 2 KF aq fluorure de potassium → K2NbF7 complexe potassique d'ion heptafluorure de niobium
Le niobium oxophile forme aussi des complexes avec l'eau oxygénée, l'acétyl-cétone, l'acide oxalique, etc.
Parmi les principaux composés, citons :
- Oxydes de Nb

oxyde de niobium(II) NbO cubique noir
dioxyde de niobium NbO2 noir
pentoxyde de niobium (V) Nb2O5 amphotère blanc
ferrocolumbite
manganocolumbite
Qitianlingite (oxyde de tungstène, niobium et fer)
- Oxyhalogènures de niobium

Oxychlorure de niobium NbOCl3
- Niobates alcalins

Niobate de lithium
- Fluorures de niobium
- Chlorures de Nb

NbCl2
NbCl3
NbCl4
Chlorure de niobium(V) ou pentachlorure de Nb jaune blanc
- Bromures de Nb

Bromure de niobium(V)
- Iodures de niobium
- Hydrures de niobium

hydrures non stœchiométriques
- Séléniure de Nb
- Nitrure de niobium
- Carbures de Nb

NbC
- Ferroniobium FeNb

Il s'agit d'un composé intermédiaire très commun de l'industrie métallurgique, avec les autres « ferroalliages ». 90 % de la production de niobium, dans les années 1990, passe par le ferroniobium (comportant le plus souvent entre 50 et 70 % de Nb) utilisé dans les aciers et alliages avec le chrome, le nickel et le cobalt.

### Détections
Le niobium est facilement détecté par spectroscopie d'émission X, à des doses de l'ordre de 0,01 % en masse dans un mélange.

## Toxicologie, écotoxicologie
La plupart des composés niobés à structures ioniques, comme le chlorure de niobium ou les niobates, sont hautement toxiques et doivent être traités avec attention, en particulier aussi quand ils sont présents dans les déchets. La poussière métallique de niobium provoque une irritation oculaire et dermique. Elle accroît aussi les risques d'incendie à l'état finement divisé.
À l'inverse, le niobium élémentaire ou corps simple Nb est inerte et souvent utilisé en bijouterie pour éviter certaines allergies.
Le niobium n'a pas de rôle biologique connu. Ses composés semblent rares dans la nature, mais beaucoup sont hautement toxiques ou écotoxiques.
Chez les mammifères, le niobium inhalé se retrouve maintenu dans les poumons et finalement piégé secondairement dans les os. Il peut interférer avec le calcium dans la fonction d'activateurs d'enzymes. Dès le seuil de 40 mg/m³, l'inhalation des poussières de nitrure de niobium ou de pentoxyde de niobium marque irréversiblement les poumons des animaux de laboratoire.
Sa cinétique environnementale et son métabolisme sont mal connus, et les données radioécologiques relatives au niobium sont rares, « voire absentes » selon l'IRSN. Le niobium n'est généralement ni présent ni utile au sein des organismes vivants. Les mousses et lichens peuvent accumuler des traces de Nb de l'ordre de 0,45 ppm, et les plantes vivantes à proximité des installations industrielles ont des teneurs de l'ordre de 1 ppm.
Son isotope radioactif Niobium 95 (95Nb) coexiste habituellement avec le zirconium 95 (95Zr) (quand il n'est pas confondu avec lui) dans l’équilibre radioactif 95Zr/95Nb. Ces deux isotopes ne sont pas chimiquement comparables mais sont réputés avoir des comportements proches dans les sols et végétaux. Peu de travaux les ont décrits, mais ils sont considérés comme « particulièrement peu réactifs et donc probablement peu mobiles dans l’environnement » par l'IRSN, en raison d'une forte affinité du niobium pour les particules du sol et un transfert racinaire probablement nul (adsorption sur les racines, mais sans passage et translocation dans la plante). On ne comprend pas pourquoi il est aussi peu mobile dans le sol et il semble qu'on ignore quels peuvent être ses impacts dans les organismes ou le réseau trophique quand il est ingéré par les animaux « mangeurs de terre » (exemple : vers de terre) ou quand des animaux consommant les racines vivantes ou des décomposeurs (animaux, champignons, bactéries) consomment la matière organique sur laquelle il a été adsorbé.

## Utilisations

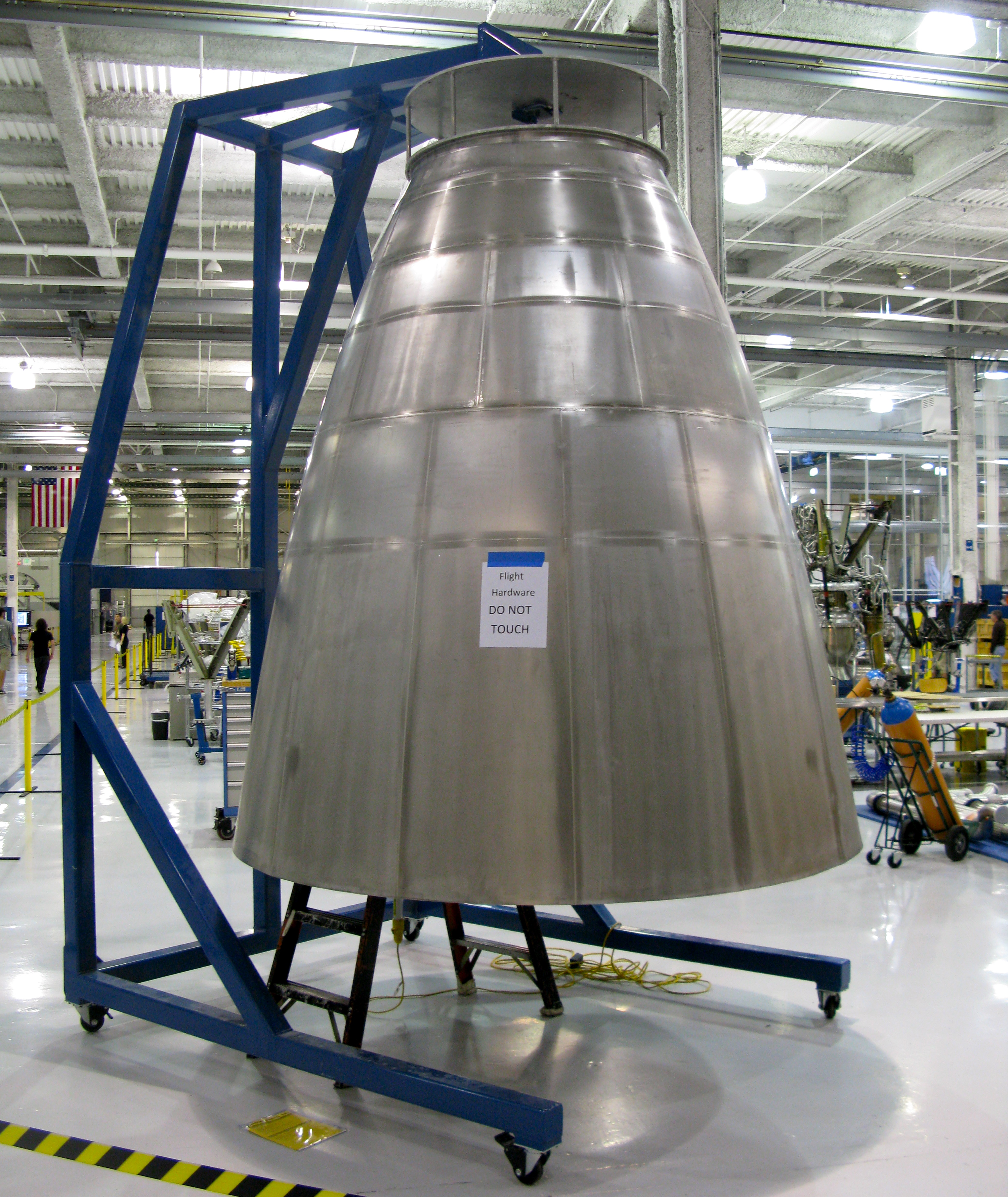
Tuyère de fusée en alliage de niobium (moteur Merlin).

Environ 89 % de la consommation mondiale du niobium se retrouve en 2008 dans la fabrication de l'acier tandis que 9 % va à la production de superalliages et 2 % aux applications de supraconductivité et aux applications médicales,.
Les alliages contenant du niobium se retrouvent dans les installations devant résister à la corrosion, dans les chaudières résistants aux pressions élevées, les gicleurs en superalliage, les tuyauteries ou pipe-lines de haute résistance, ainsi que dans les alliages de scellement et parmi les matériaux de construction des capsules spatiales,. Des alliages contenant du Nb se retrouvent communément dans les avions à réaction et les tuyères de fusées spatiales, les turbines à gaz et les moteurs des avions à réaction.

### Présence dans les aciers
Concernant le viaduc de Millau, le cahier des charges a préconisé un acier contenant 0,0025 % de niobium afin de réduire l'épaisseur des structures de 4,6 à 4,2 m (sur 2500 mètres de long). Un matériau mécaniquement plus performant explique des volumes et des masses engagées moindres, donc une moindre prise au vent.
Pour les aciers à hautes caractéristiques, l'adjonction bien précise de niobium, de titane et d'aluminium génère un caractère qualifié de dispersoïde. Un tel acier à dispersoïdes a une résistance améliorée (limite d'élasticité et limite de rupture, allongement, striction, résiliences) car la combinaison Ti - Al - Nb favorise l'affinement des grains. L'addition d'élément dispersoïde est très faible mais nécessite une grande précision de dosage, on parle aussi d'aciers micro-alliés.
Cette résistance justifie l'utilisation d'acier au niobium dans les applications :
- les pipelines (où le niobium est parfois associé au zirconium) ;
- les fusées et les satellites envoyés dans l'espace (Apollo 11 était fait à 60 % en alliage de niobium[réf. nécessaire]) ;
- la construction automobile ou la carrosserie ;
- dans les barres anti-intrusion ou anti-effraction des habitations ou des automobiles.

### Accélérateurs et aimantssupraconducteurs
Le niobium pur est utilisé pour la fabrication de cavités résonnantes radiofréquences supraconductrices, par exemple dans les accélérateurs de particules.
Les alliages de niobium-zirconium, de niobium-étain et de niobium-titane sont utilisés dans des électroaimants supraconducteurs pour les accélérateurs, la fusion nucléaire et l'imagerie médicale (IRM). L'alliage supraconducteur conventionnel à plus haute température critique est le Nb3Ge dont la température critique est 23 K (−250 °C). Malheureusement il est également difficile à fabriquer et est peu utilisé.

### Métal d'apport pour lesoudage à l'arc
Les tiges de métal d'apport pour soudure à l'arc sont des alliages de niobium, avec le zirconium, le molybdène, le vanadium, le chrome ou le tungstène, elles permettent de souder certains aciers inoxydables.

### Orthopédie
Les prothèses d'os, que le corps supporte bien, peuvent être un alliage de niobium et de titane. Le corps médical les utilise pour des implants ou encore dans les broches et plaques de réduction des fractures.

### Réacteurs nucléaires
Le niobium présente une faible section de capture efficace des neutrons thermiques, il est utilisé dans les réacteurs nucléaires comme « dégazeur », notamment en alliage avec le zirconium pour les gaines de combustible du fait de sa faible section de capture des neutrons.
Dans les réacteurs CANDU 600, un alliage Zr-Nb 2,5 % est utilisé pour fabriquer les tubes de pression.

### Métallurgie des poudreset matériaux spécifiques
Le carbure de niobium, ainsi que le nitrure de niobium, permettent, via la métallurgie des poudres, d'obtenir des outils de coupe de grande dureté en céramique. Ces combinaisons du niobium sont aussi présentes dans divers objets réfractaires moulés.
Le métal Nb se retrouve dans les fabrications de bobines électriques et de thermocouples, mais aussi en aéronautique.

### Optique
L'oxyde de niobium pentavalent permet d'obtenir des verres très réfringents.
Les filtres à onde de surface sont à base de niobate de lithium.

### Joaillerie et métal monétaire

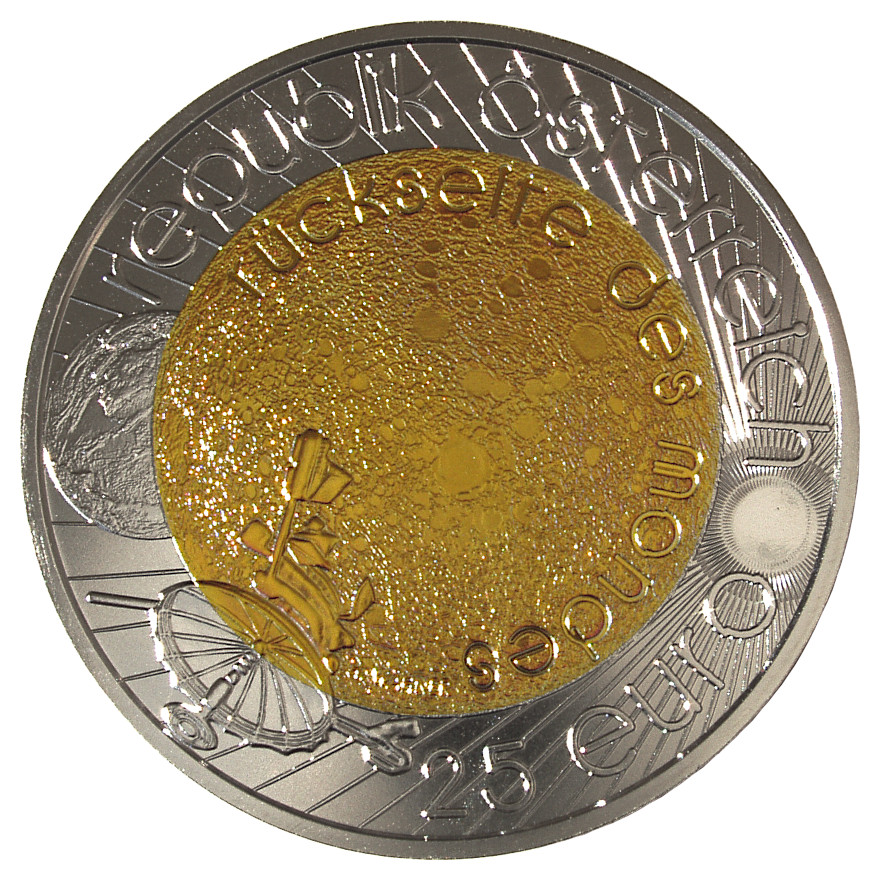
Pièce autrichienne de 25 Euros, en argent et niobium anodisé commémorant l'exploration spatiale et la face cachée de la Lune.

Sa coloration par anodisation est similaire à celle des autres métaux réfractaires tels que le titane. Les procédés d'anodisation sur une âme de niobium laissant des oxydes en couches plus ou moins fines permettent d'obtenir par effet d'interférences toutes les couleurs du spectre lumineux visible, du rouge au bleu ou violet. Lors de l’électrolyse de l’eau avec une anode en niobium, le niobium s’oxyde facilement en surface en formant une couche couvrante de pentoxyde de niobium plus ou moins épaisse. Or cette fine couche oxydée à la fois transparente et très réfringente, une fois éclairée, produit des interférences avec la lumière d'éclairage. Selon l’épaisseur de la couche, tout se passe comme si la surface métallique diversement oxydée reproduisait les couleurs vives de l'arc-en-ciel.

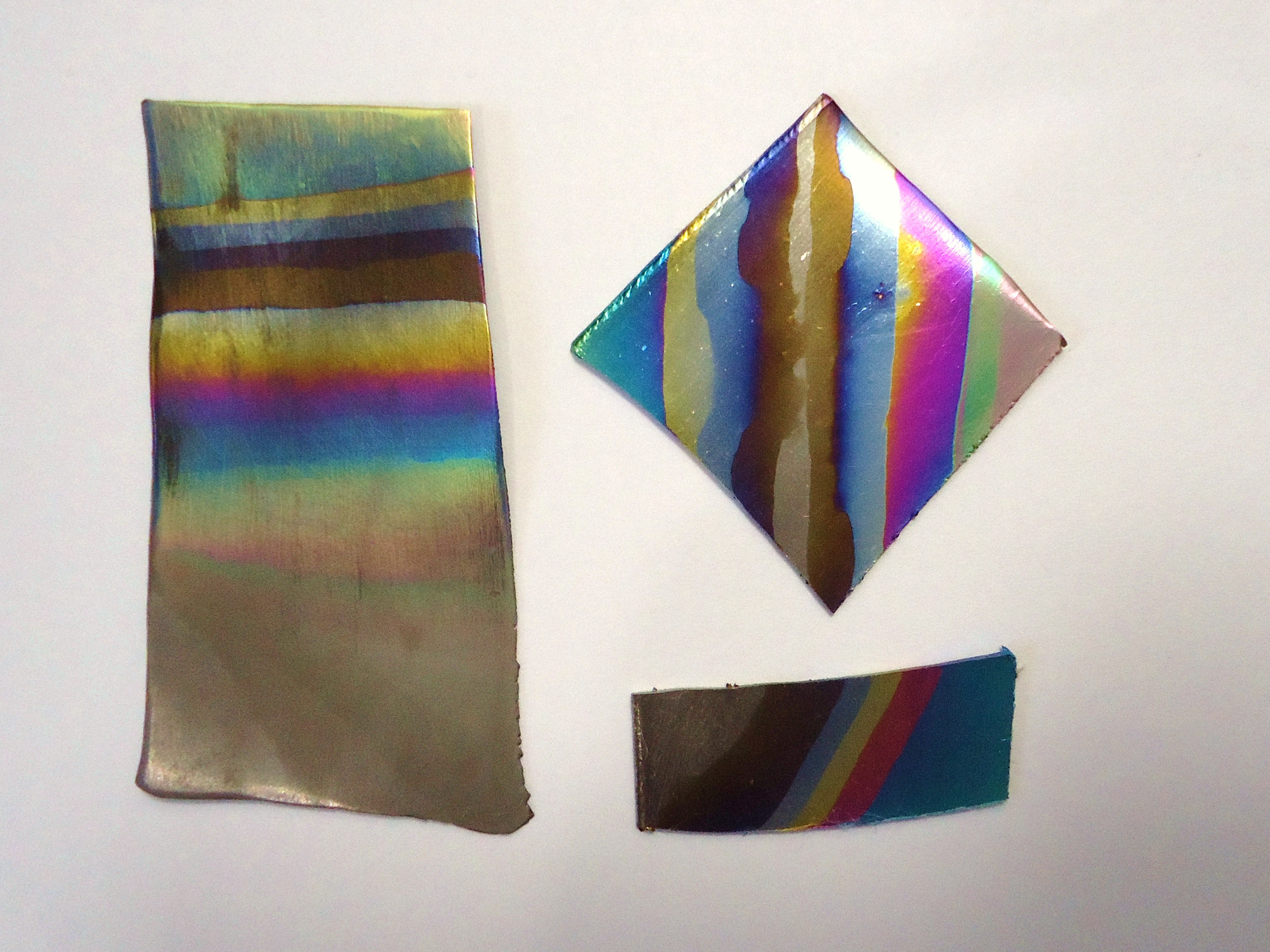
Gamme de niobium anodisée.

Il sert à fabriquer des creusets réfractaires pour fabriquer des diamants synthétiques polycristallins.
Des pièces de monnaie et des médailles commémoratives sont fabriquées avec du niobium. La médaille Charles Hatchett récompense les scientifiques contribuant au développement de la métallurgie du niobium.

### Chimie
L'oxyde de niobium pentavalent est un catalyseur, par exemple pour la synthèse du caoutchouc. Le niobium est un composant important des catalyseurs de haute performance pour la production d'acide acrylique,,,.
Les nanoparticules de niobium à grandes surfaces spécifiques sont employées comme catalyseurs et électro-catalyseurs. Elles permettent de réaliser des matériaux supraconducteurs de grande qualité. Elles sont utilisées pour les piles à combustibles.

Nanoparticules de Nb d'environ 50 nm.

## Économie
Le coût du niobium est estimé depuis 2010 à 40 dollars US le kilogramme alors qu'il était 6,6 dollars en 1999. Il est crucial pour l'industrie de l'acier, et, à ce titre, intéresse les États grands producteurs de ce matériau.
Purifié et conditionné pour la joaillerie, il pouvait dépasser en 2015 18 dollars US par cent grammes.
Au début des années 1990, la production mondiale s'élève à 20 000 tonnes par an. Le Brésil produisait en 1990 90 % de cette production mondiale. En 2015, Companhia Brasileira de Metalurgia e Mineração (en) au Brésil contrôle plus de 80 % de la production mondiale -, suivi par le Canada et le Nigeria. Un gisement en Tanzanie entre en exploitation en 2018.